# Mexican Coke
Cet article court présente un sujet plus développé dans : Coca-Cola.
 (septembre 2018).
Si vous disposez d'ouvrages ou d'articles de référence ou si vous connaissez des sites web de qualité traitant du thème abordé ici, merci de compléter l'article en donnant les références utiles à sa vérifiabilité et en les liant à la section « Notes et références ».
 (septembre 2018).

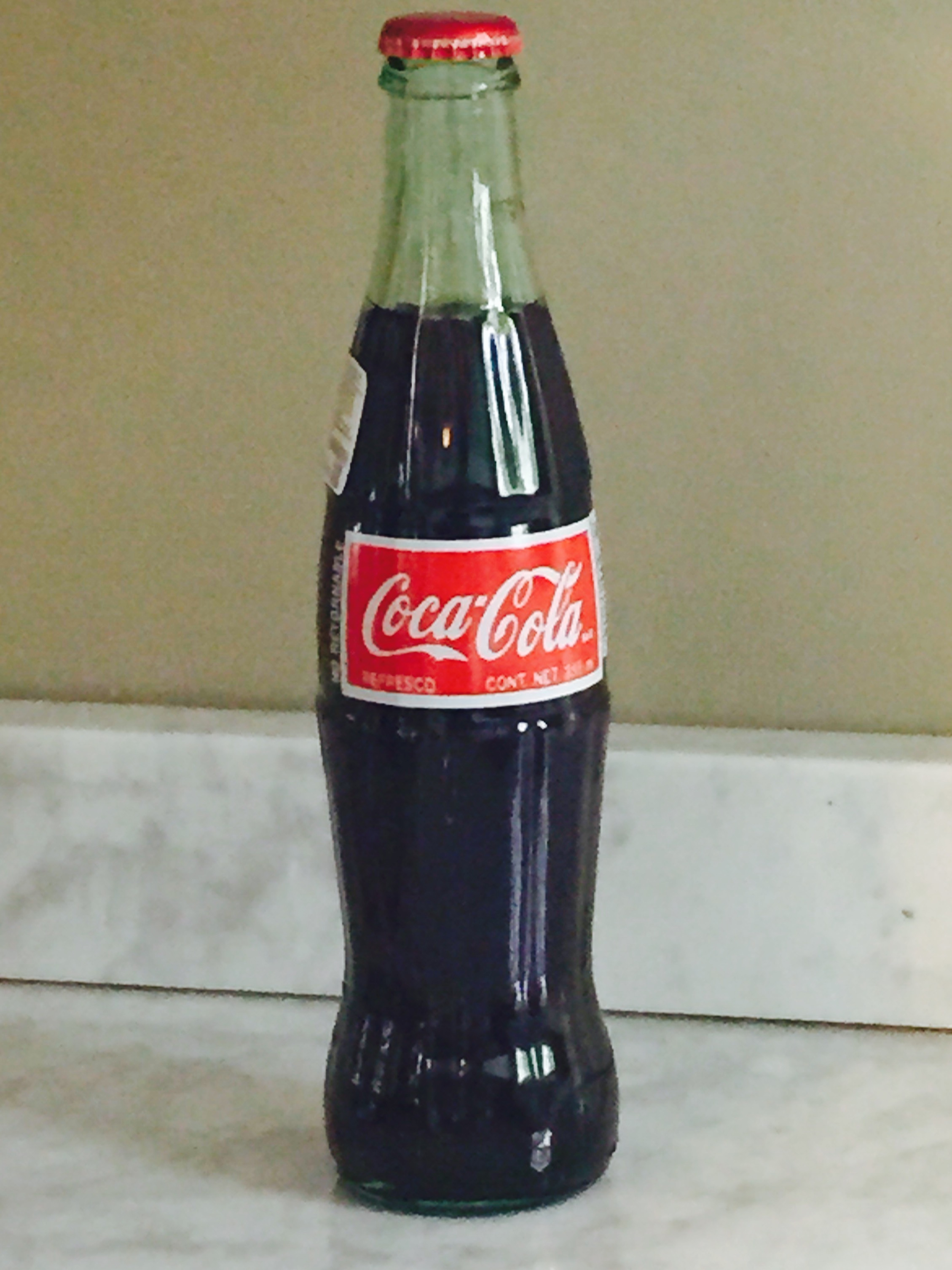
Bouteille de Mexican Coke.

Le « Mexican Coke » (littéralement « Coca-Cola mexicain ») est le surnom donné, aux États-Unis, à un Coca-Cola dont la formule utilise du sucre de canne au lieu du sirop de maïs à haute teneur en fructose. Selon ses consommateurs, ce changement donnerait à la boisson un goût « plus naturel ».
Le Mexican Coke est ainsi surnommé par les consommateurs par son lieu de production.[réf. nécessaire] Il n'est disponible aux États-Unis qu'après importation du Mexique.